# Aleuropteryx loewii
Aleuropteryx loewii là một loài côn trùng trong họ Coniopterygidae thuộc bộ Neuroptera. Loài này được Klapálek miêu tả năm 1894.